# Großohrmäuse
Die Großohrmäuse (Auliscomys) sind eine in Südamerika lebende Nagetiergattung aus der Gruppe der Neuweltmäuse. Sie umfassen 3 Arten.
Diese Tiere erreichen eine Kopfrumpflänge von 10 bis 15 Zentimetern, der Schwanz ist 4 bis 12 Zentimeter lang. Ihr Fell ist an der Oberseite graubraun und an der Unterseite weiß oder hellgrau gefärbt. Namensgebendes Merkmal sind die großen, 2,5 bis 3,5 Zentimeter langen, nach hinten gerichteten Ohren.
Großohrmäuse bewohnen die Andenregionen in Peru, Bolivien, Nord-Chile und Nord-Argentinien. Sie sind ausgesprochene Höhenspezialisten und bewohnen Gebiete bis in fast 6000 Metern Seehöhe. Ihr Lebensraum sind Grasländer und andere offene Habitate.
Je nach Art sind sie tag- oder nachtaktiv. Sie verbergen sich in Felsspalten oder Bauen von Kammratten oder anderen Tieren. Insbesondere die Art A. boliviensis vergesellschaftet sich häufig mit Hasenmäusen und profitiert von deren Alarmrufen. Die Nahrung dieser Tiere besteht aus Körnern, Früchten und grünem Pflanzenmaterial. Mehrmals im Jahr bringt das Weibchen drei bis fünf Jungtiere zur Welt.
Es werden drei Arten unterschieden:
- Die Bolivien-Großohrmaus (Auliscomys boliviensis) bewohnt Südperu, Westbolivien und Nordchile. Sie wird manchmal in einer eigenen Gattung, Maresomys, geführt.
- Die Bunte Großohrmaus (Auliscomys pictus) lebt in Peru und Nordwestbolivien.
- Die Anden-Großohrmaus (Auliscomys sublimis) ist von Südperu bis Nordwestargentinien verbreitet. Die Art ist durch einen deutlich kürzeren Schwanz charakterisiert.

Manchmal werden auch die Arten der Gattung Loxodontomys in diese Gattung eingegliedert.
Keine der Arten ist laut IUCN gefährdet.